# Aéroport international Yasser Arafat
Pour les articles homonymes, voir GZA (homonymie).
 (novembre 2023).
Si vous disposez d'ouvrages ou d'articles de référence ou si vous connaissez des sites web de qualité traitant du thème abordé ici, merci de compléter l'article en donnant les références utiles à sa vérifiabilité et en les liant à la section « Notes et références ».
L'aéroport international Yasser Arafat (code IATA : GZA • code OACI : LVGZ) (en arabe: مطار ياسر عرفات الدولي) est un ancien aéroport international situé dans la bande de Gaza (Palestine), entre les villes de Rafah et Dahaniya, près de la frontière égyptienne et israélienne.
L'aéroport international Yasser Arafat a été détruit par les bombardements aériens des forces armées israéliennes en 2001 et 2002, à la suite de la seconde intifada.

## Historique
La construction de l'aéroport dura un an et coûta 86 millions de dollars, financée par l'Égypte, le Japon, l'Arabie saoudite, l'Espagne et l'Allemagne. L'aéroport a été dessiné par des architectes marocains qui se sont inspirés de l'aéroport Mohammed V de Casablanca, avec lequel il est jumelé. L'aéroport a été inauguré le 24 novembre 1998 en présence de Yasser Arafat et du président américain Bill Clinton. Celle-ci a été présentée comme une étape en direction de la reconnaissance de la Palestine.
La station radar et la tour de contrôle ont été détruits par l'aviation israélienne en 2001 au début de la Seconde Intifada, puis des bulldozers ont détruit la piste d’atterrissage en janvier 2002. Entre 2001 et 2006, le personnel travaillait toujours aux guichets d'enregistrement et au tri des bagages, malgré l'absence de vols pendant cette période. La seule piste d’atterrissage qui reste à Gaza après 2002 est l'aéroport de Gush Katif près de Khan Younès, mais elle ne peut pas être utilisée à la suite de l'embargo aérien imposé par Israël et n'est plus disponible depuis que des bâtiments ont été construits sur son ancienne piste.
Le 22 juillet 2010, 7 203 enfants de Gaza entraient dans le livre des records Guinness à la suite d'une performance réalisée sur les ruines de l'aéroport,.